# 용인신촌초등학교
용인신촌초등학교는 대한민국 경기도 용인시에 있는 공립 초등학교이다.

## 학교 연혁
- 2004년 7월 1일 : 개교
- 2004년 10월 25일 : 급식소 완성

## 참고 자료
- 용인신촌초등학교 - 한국교육학술정보원 학교알리미